# 提供侵入、非法控制计算机信息系统程序、工具罪
提供侵入、非法控制计算机信息系统程序、工具罪，是《中华人民共和国刑法》第285条第3款规定的罪名，被理论界戏称为计算机流氓罪。随着中国对網路審查的加强，又因行政法规《中华人民共和国计算机信息网络国际联网管理暂行规定》（国务院令第195号）第六条规定“任何单位和个人不得自行建立或者使用其他信道进行国际联网”，导致警方可援引此罪将建立或者协助VPN翻墙者定罪，此罪也逐渐沦为口袋罪。
该罪源自中华人民共和国刑法第二百八十五条第三款的规定：
提供专门用于侵入、非法控制计算机信息系统的程序、工具，或者明知他人实施侵入、非法控制计算机信息系统的违法犯罪行为而为其提供程序、工具，情节严重的，依照前款的规定处罚。

## 构成要件
本罪名为一般犯罪主体的故意犯罪。
侵犯的客体为计算机信息系统。根据2011年8月1日《最高人民法院、最高人民检察院关于办理危害计算机信息系统安全刑事案件应用法律若干问题的解释》第11条规定，计算机信息系统是指具备自动处理数据功能的系统，包括计算机、网络设备、通信设备、自动化控制设备等。
该罪名为2009年2月28日全国人大常委会通过的《刑法修正案(七) 》增设。
成立本罪要具备“专门性”和“非法性”两个基本条件。
《关于办理危害计算机信息系统安全刑事案件应用法律若干问题的解释》的撰稿人喻海松认为本罪中的“专门”是“对程序、本身用途非法性的限定”，不包括既可以用于违法犯罪目的又可以用于合法目的的“中性程序、工具”。
中国政法大学教授罗翔认为，通常的VPN不是专门为了违法犯罪而开发，不具有本罪要求的专门性。

## 司法解释
根据2011年8月1日《最高人民法院、最高人民检察院关于办理危害计算机信息系统安全刑事案件应用法律若干问题的解释》
第2条：具有下列情形之一的程序、工具，应当认定为刑法第285条第3款规定的「专门用于侵入、非法控制计算机信息系统的程序、工具」：
1. 具有避开或者突破计算机信息系统安全保护措施，未经授权或者超越授权获取计算机信息系统数据的功能的；
2. 具有避开或者突破计算机信息系统安全保护措施，未经授权或者超越授权对计算机信息系统实施控制的功能的；
3. 其他专门设计用于侵入、非法控制计算机信息系统、非法获取计算机信息系统数据的程序、工具。

第3条：提供侵入、非法控制计算机信息系统的程序、工具，具有下列情形之一的，应当认定为刑法第285条第3款规定的「情节严重」：
1. 提供能够用于非法获取支付结算、证券交易、期货交易等网络金融服务身份认证信息的专门性程序、工具5人次以上的；
2. 提供第1项以外的专门用于侵入、非法控制计算机信息系统的程序、工具20人次以上的；
3. 明知他人实施非法获取支付结算、证券交易、期货交易等网络金融服务身份认证信息的违法犯罪行为而为其提供程序、工具5人次以上的；
4. 明知他人实施第3项以外的侵入、非法控制计算机信息系统的违法犯罪行为而为其提供程序、工具20人次以上的；
5. 违法所得5000元以上或者造成经济损失1万元以上的；
6. 其他情节严重的情形。

实施前款规定行为，具有下列情形之一的，应当认定为提供侵入、非法控制计算机信息系统的程序、工具「情节特别严重」：
1. 数量或者数额达到前款第1项至第5项规定标准五倍以上的；
2. 其他情节特别严重的情形。

## 与其他罪名的关系
中国政法大学教授罗翔认为，刑法中的计算机犯罪正在逐渐变成口袋罪，罪刑法定原则受到了新的挑战。

## 案例
2015年10月起，邓杰威、江志锋开始在网上销售用于翻墙的Shadowsocks服务“飞越SS”、“影梭云”。2016年8月，邓杰威被东莞市公安局抓获，并于2017年1月被东莞市第一市区人民检察院提起公诉。2017年3月，东莞市第一人民法院判决邓杰威犯提供侵入、非法控制计算机信息系统的程序、工具罪，判处有期徒刑九个月，并处以罚款并没收个人电脑。
刘小康以“Shadowsocks”源代码为基础开发了翻墙应用程序，并架设了名为“天眼通”的网站。2019年1月，湖北省咸宁市咸安区人民法院判决刘小康犯提供侵入、非法控制计算机信息系统的程序、工具罪，判处有期徒刑三年，缓刑四年，并处罚金500000元。
孙东洋在个人博客“逗比根据地”中提供Shadowsocks搭建脚本及翻墙教程，2018年11月21日被迫关闭站点，后证实其已被逮捕。2019年3月25日，孙东洋被新密市人民检察院依法以“提供侵入计算机系统工具罪”提起公诉。
2020年4月15日，PanDownload的作者因涉嫌提供侵入、非法控制计算机信息系统的程序、工具罪被逮捕。
2020年6月，YouTube頻道「陳老師來了」的創作者陳宇鎮由於長期翻牆並在推特公開批評中國當局的防疫政策，以及提供翻牆技術給教會，最終於海南省三亞市被捕，6月11日，中國政府指控其涉嫌煽動顛覆國家政權罪和提供侵入、非法控制計算機信息系統的程序、工具罪。